# Interlúdio Estranho
Interlúdio Estranho (Strange Interlude) é uma peça de teatro experimental do dramaturgo norte-americano Eugene O'Neill que a completou em 1923, mas que foi encenada e publicada pela primeira vez em 1928, tendo obtido neste ano o Prêmio Pulitzer para Teatro (Drama).
Devido à sua duração, de mais de quatro horas, a peça tem sido por vezes encenada com um intervalo para jantar ou parcialmente em  dias consecutivos. O assunto principal da peça, bastante controverso nos anos 1920, levou a que a mesma fosse objecto de censura ou mesmo banida em muitas cidades dos EUA, nelas não se incluindo Nova Iorque.
Em Strange Interlude o autor emprega amplamente a técnica do solilóquio, em que as personagens expressam os seus pensamentos para o público. Em algumas encenações os actores usaram máscaras para distinguir o seu discurso falado dos seus solilóquios, embora na maior parte das encenações a distinção se faça pelo estilo de representação apenas. Em Strange Interlude os solilóquios tomam na maior parte das vezes a forma de relativamente breves apartes, e não longos discursos à maneira shakespeareana.

## Resumo do enredo
A trama é centrada em Nina Leeds, a filha de um professor duma universidade conceituada (Ivy League), que fica arrasada quando o seu adorado noivo é morto na I Guerra Mundial, antes de terem tido a oportunidade de consumar a sua paixão. Ignorando o amor incondicional do escritor Charles Marsden, Nina embarca numa série de casos sórdidos antes de decidir casar-se com um idiota simpático, Sam Evans. Quando está grávida do filho de Sam, Nina descobre um horrível segredo conhecido apenas da mãe de Sam: A demência ataca a família Evans e poderia ser herdada por um filho de Sam. Percebendo que uma criança é essencial para a sua próprio felicidade e para a de Sam, Nina decide uma solução "científica". Ela decide abortar o filho de Sam e conceber uma criança com o médico Ned Darrell, fazendo com que Sam pense que é dele. O plano sai pela culatra quando a intimidade entre Nina e Ned os leva a apaixonarem-se. Vinte anos depois, o "filho" de Sam, Gordon Evans, está a atingir a idade adulta, sendo Nina e Ned os únicos cientes da verdadeira paternidade do menino.
O significado do título é sugerido pela envelhecida Nina numa frase sua no final da peça: "As nossas vidas são interlúdios estranhos e escuros no mundo feérico de Deus pai!"

### Personagens
- Charles Marsden
- Professor Henry Leeds
- Nina Leeds, filha de Henry
- Edmund Darrell
- Sam Evans
- Sra. Amos Evans, mãe de Sam
- Gordon Evans
- Madeline Arnold

### Cenas
PRIMEIRA PARTE
Acto Um
- Na Biblioteca da casa dos Leeds numa pequena cidade universitária da Nova Inglaterra. Uma tarde no final do verão
Acto Dois
- No mesmo local. Outono do ano seguinte. À noite.
Acto Três
- Na sala de jantar da residência dos Evans no norte do estado de Nova Iorque. Final da Primavera do ano seguinte. De manhã.
Acto Quatro
- No mesmo local dos Actos Um e Dois. Outono do mesmo ano. À noite.
Acto Cinco
- Sala de estar de uma pequena casa que Evans arrendou à beira mar num subúrbio de Nova Iorque. Em Abril do ano a seguir. De manhã.
SEGUNDA PARTE
Acto Seis
- No mesmo local. Cerca de um ano mais tarde. À noite.
Acto Sete
- Sala de estar do apartamento de Evans na Park Avenue. Cefca de onze anos mais tarde. Ao princípio da tarde.
Acto Oito
- No convés do veleiro de Evans que está ancorado perto da linha final de Poughkeepsie. Dez anos mais tarde. À tarde.
Acto Nove
- No terraço do imóvel de Evans em Long Island. Alguns meses mais tarde. Ao fim da tarde.

## Encenações
Strange Interlude foi pela primeira vez levada ao palco na Broadway pela companhia de teatro Theatre Guild, com estreia em 30 de Janeiro de 1928, no John Golden Theatre. O encenador foi Philip Moeller tendo cenários de Jo Mielziner. O melodrama em nove actos teve uma duração de cinco horas, tendo começado às 5:15 p.m., teve um intervalo para jantar às 7:40 p.m., e recomeçou às 9 p.m.
Elenco da produção original:
- Tom Powers como Charles Marsden[2]
- Philip Leigh como Professor Leeds[2]
- Lynn Fontanne como Nina Leeds[2]
- Earle Larimore como Sam Evans[2]
- Glenn Anders como Edmund Darrell[2]
- Helen Westley como Mrs. Amos Evans[2]
- Charles Walters como Gordon Evans, enquanto rapaz [2][3]
- Ethel Westley como Madeline Arnold[2]
- John J. Burns como Gordon Evans, enquanto adulto[2][3]

Cinco elementos do elenco original — Powers, Helen Westley, Burns, Ethel Westley and Walters — continuavam a representar a peça quando esta atingiu o seu primeiro aniversário, não tendo falhado uma única sessão. Powers foi obrigado a abandonar o elenco no final de Março de 1929 por exaustão.
Esta produção original esteve em cena na Broadway durante 17 meses. e foi incluida na lista The Best Plays of 1927-1928 (Melhores Peças de 1927-1928) criada pelo crítico de teatro Burns Mantel, lista que ainda actualmente é publicada.
A peça foi representada novamente na Broadway em 1963 e 1985. A peça também foi representada no Lyric Theatre do West End de Londres em 1931.

## Adaptações cinematográficas
Strange Interlude foi adaptada ao cinema em Hollywood apenas uma vez, em 1932, numa produção da MGM, dirigida por Robert Z. Leonard e em que contracenavam Norma Shearer no papel de Nina Leeds e Clark Gable no de Ned Darrell. Foi uma versão encurtada e amenizada da peça. Foram usados narradores nos solilóquios.
A encenação em 1963 pela Actors Studio dirigida por Jose Quintero foi gravada pela Columbia Masterworks Records e publicada em 1964. Nos actores contavam-se Betty Field, Jane Fonda, Ben Gazzara, Pat Hingle, Geoffrey Horne, Geraldine Page, William Prince, Franchot Tone, e Richard Thomas. O conjunto era composto por cinco LPs e foi nomeado para os Grammy na categoria de Best Documentary, Spoken Word Or Drama Recording (other Than Comedy).
Em 1988 foi emitida uma versão para televisão dirigida por Herbert Wise, que foi baseada numa encenação de 1985 em Londres, e em que participaram Edward Petherbridge como Charles, Glenda Jackson como Nina, David Dukes como Ned e Kenneth Branagh como Gordon Evans. Esta versão seguiu de perto o texto original de O'Neill (excepto quanto à eliminação da maior parte do Act 7), dizendo os actores os seus solilóquios naturalmente, no modo da encenação em palco.
Em 2013 o National Theater de Londres apresentou a peça com Anne-Marie Duff no papel de Nina, mas tendo reduzido a duração da peça para 3,5 horas.